# Wybory parlamentarne w Słowenii w 2000 roku
Wybory parlamentarne w Słowenii w 2000 roku odbyły się 15 października 2000. Słoweńcy w głosowaniu wyłonili swoich 88 przedstawicieli do Zgromadzenia Państwowego, pozostałe dwa mandaty w parlamencie zarezerwowane pozostawały dla przedstawicieli mniejszości węgierskiej i włoskiej. Wybory zakończyły się zwycięstwem liberalnych demokratów, których lider Janez Drnovšek ponownie objął urząd premiera.

## Wyniki
| Lista wyborcza                                               | Głosy     | %     | Miejsca | Zmiana |
| ------------------------------------------------------------ | --------- | ----- | ------- | ------ |
| Liberalna Demokracja Słowenii                                | 390 306   | 36,26 | 34      | +9     |
| Socjaldemokratyczna Partia Słowenii                          | 170 228   | 15,81 | 14      | –2     |
| Zjednoczona Lista Socjaldemokratów                           | 130 079   | 12,08 | 11      | +2     |
| Słoweńska Partia Ludowa i Słoweńscy Chrześcijańscy Demokraci | 102 691   | 9,54  | 9       | –20    |
| Nowa Słowenia                                                | 93 247    | 8,66  | 8       | +8     |
| Demokratyczna Partia Emerytów Słowenii                       | 55 634    | 5,17  | 4       | –1     |
| Słoweńska Partia Narodowa                                    | 47 214    | 4,39  | 4       | –      |
| Partia Młodych Słowenii                                      | 46 674    | 4,34  | 4       | +4     |
| Mniejszości narodowe                                         | –         | –     | 2       | –      |
| Razem                                                        | 1 114 170 | 100   | 90      | 0      |

W tabeli pominięto ugrupowania, które uzyskały poniżej 1% głosów.